# Bexbach

Bexbach este un oraș saarlandez din districtul Saarpfalz, Germania.

## Legături externe

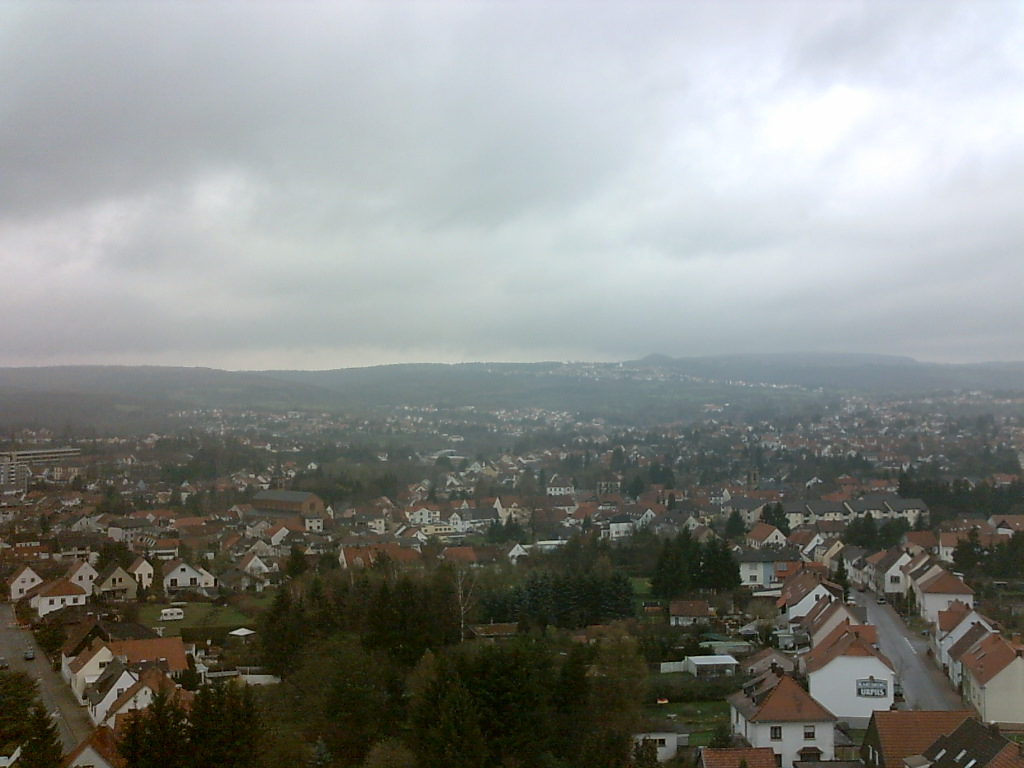
Bexbach